# Вустер (Масачусетс)
Вустер (енгл. Worcester) град је у америчкој савезној држави Масачусетс. По попису становништва из 2010. у њему је живело 181.045 становника.

## Демографија
Према попису становништва из 2010. у граду је живело 181.045 становника, што је 8.397 (4,9%) становника више него 2000. године.
|                   | 2010.            | 2000.            |
| Укупно            | 181 045 (100,0%) | 172 648 (100,0%) |
| Белци             | 107 814 (59,55%) | 122 211 (70,79%) |
| Хиспаноамериканци | 37 818 (20,89%)  | 26 155 (15,15%)  |
| Афроамериканци    | 21 056 (11,63%)  | 11 892 (6,888%)  |
| Азијати           | 11 034 (6,095%)  | 8 402 (4,867%)   |
| Остали            | 3 323 (1,835%)   | 3 988 (2,310%)   |

## Партнерски градови
- Пиреј
- Вустер
- Афула